# 도달불능극

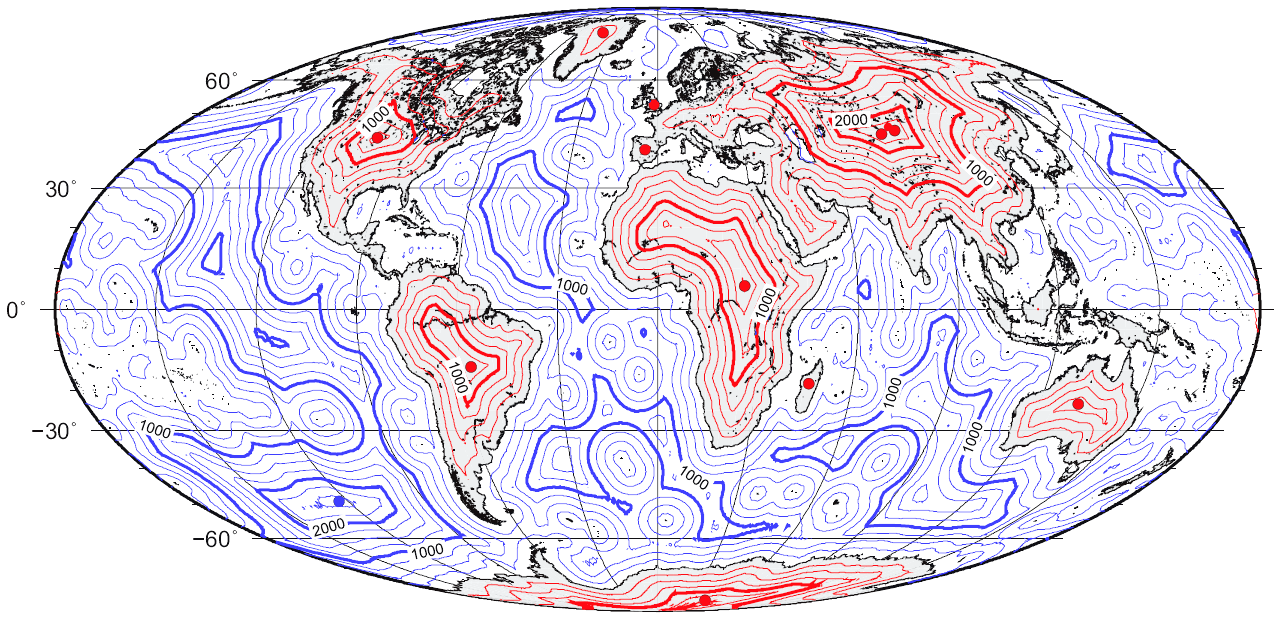
해안선으로부터의 거리를 나타낸 지도. 빨간색 점과 파란색 점은 주요 도달불능극을 나타낸다.

도달불능극(到達不能極, 영어: Pole of inaccessibility, 줄여서 PIA) 또는 도달불능점은 지리적으로 도달하기 어려운 지역을 의미한다. 지리적으로 정해진 지역이기 때문에, 물리적으로 접근이 불가능한 것은 아니다. 이러한 지역은 모험의 목표로 설정되거나 픽션의 무대로 사용된다. 다음과 같은 지역이 있다.
- 대륙 도달불능극
- 해양 도달불능극 (포인트 네모)
- 북극 도달불능극
- 남극 도달불능극

## 같이 보기
- 대척점
- 지리극
- 지구의 극점
- 지리적 중심